# آرتور گریفیتس (بازیکن فوتبال زاده ۱۸۷۹)
آرتور گریفیتس (انگلیسی: Arthur Griffiths; ۱۶ مارس ۱۸۷۹ – 1955) بازیکن فوتبال اهل بریتانیا بود.
از باشگاه‌هایی که در آن بازی کرده‌است می‌توان به باشگاه فوتبال بریستول راورز و باشگاه فوتبال نوتس کانتی اشاره کرد.